# Доба (Селаж)
Доба (рум. Doba) — село у повіті Селаж в Румунії. Входить до складу комуни Добрін.
Село розташоване на відстані 393 км на північний захід від Бухареста, 12 км на північ від Залеу, 68 км на північний захід від Клуж-Напоки.

## Населення
За даними перепису населення 2002 року у селі проживали 619 осіб.
Національний склад населення села:
| Національність | Кількість осіб | Відсоток |
| -------------- | -------------- | -------- |
| угорці         | 597            | 96,4%    |
| румуни         | 17             | 2,7%     |
| цигани         | 5              | 0,8%     |

Рідною мовою назвали:
| Мова      | Кількість осіб | Відсоток |
| --------- | -------------- | -------- |
| угорська  | 598            | 96,6%    |
| румунська | 20             | 3,2%     |